# Seicercus poliogenys
El mosquitero carigrís (Seicercus poliogenys) es una especie de ave paseriforme de la familia Phylloscopidae propia del sur y sureste de Asia.

## Distribución y hábitat
Se lo encuentra en Bangladés, Bután, China, India, Laos, Birmania, Nepal, Tailandia, y Vietnam.
Su hábitat natural son los bosques bajos húmedos tropicales y los bosques montanos húmedos tropicales.